# Thrinaxodontidae
Thrinaxodontidae — вимерла родина цинодонтів, яка включає роди Thrinaxodon, Nanictosaurus і Nanocynodon, а також, можливо, Bolotridon, Novocynodon і Platycraniellus. Усі тринаксодонтіди мають спільне кісткове вторинне піднебіння. Тринаксодонтиди є базальними членами клади цинодонтів Epicynodontia. Деякі дослідження вважають родину парафілетичною групою, що представляє еволюційний ступінь базальних епіцинодонтів, а не фактичну кладу.